# 中奥肯拿根地区
中奥肯拿根地区（英語：Regional District of Central Okanagan）是加拿大不列颠哥伦比亚省南部内陸地區的一个行政区，於1967年8月24日成立，由基隆拿市及周边地区组成，地区行政中心也是設于基隆拿市。加拿大统计局将基隆拿都会区定义为中奥肯拿根地区，據2006年人口普查，區内共有162,276名居民（不包括西湖岸原住民社區的人口），总面积2,904.01平方公里。

## 社区
中奧肯拿根地區下設四個地區自治體，如下：
- 基隆拿市
- 湖泊鄉
- 西基隆拿
- 皮奇蘭（英语：Peachland）

區内的未劃市地帶則分為兩個選區，分別為中奧肯拿根西選區（即J選區）和中奧肯拿根東選區（即I選區）。

## 外部連結

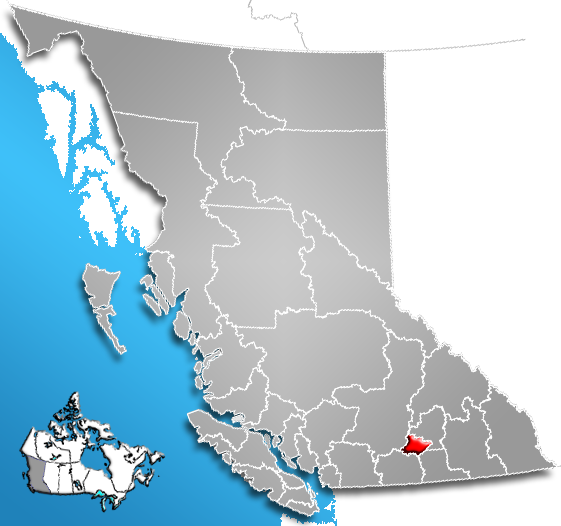
中奧肯拿根地區在卑詩省的位置

- Regional District of Central Okanagan （页面存档备份，存于）－中奧肯拿根地區官方網站